# Anja Stöffler
1. WEITERLEITUNG Benutzer:Anja.Stoeffler/Anja Stöffler